# Al-Qādī an-Nuʿmān
Abū Hanīfa an-Nuʿmān ibn Muhammad at-Tamīmī (arabisch أبو حنيفة النعمان بن محمد التميمي, DMG Abū Ḥanīfa an-Nuʿmān b. Muḥammad at-Tamīmī), genannt al-Qādī an-Nuʿmān, war der Begründer der ismailitischen Rechtsschule unter den Fatimiden. Er war der Sohn eines malikitischen Rechtsgelehrten aus Sousse in Ifrīqiya, der aber zur Ismailia der Fatimiden übertrat. Eine Karriere begann an-Nuʿmān noch unter Abdallah al-Mahdi (regierte von 910 bis 934), bei dem er als Sammler und Kopist von Büchern beschäftigt war. Unter Ismail al-Mansur (regierte von 946 bis 953) wurde er zunächst zum Qādī in Tripolis und nach der Niederschlagung des Abu-Yazid-Aufstandes zum Oberrichter in Ifriqiya und zum Chef der fatimidischen Mission ernannt. In dieser Funktion wurde er auch von Abu Tamim al-Muizz (regierte von 953 bis 975) bestätigt.
An-Numan begann eine umfangreiche schriftstellerische Tätigkeit. So verfasste er das erste ismailitische Rechtskompendium. Dieses hatte den Titel: „Die Säulen des Islam, die Erwähnung des Erlaubten und der Rechtsentscheidungen und Urteile“ (Daʿāʾim al-islām wa-ḏikr al-ḥalāl wa-l-qaḍāyā wa-l-aḥkām). Danach gab es für die Ismailiten folgende sieben Pflichten: die Anerkennung des wahren Imams, die kultische Reinheit, das Ritualgebet, die Almosensteuer, das Ramadan-Fasten, die Pilgerfahrt nach Mekka und den Einsatz im Dschihad.
Durch diese und andere Schriften begründete an-Numan die ismailitische Rechtsschule die neben den vier sunnitischen und der zwölferschiitischen Rechtsschule zu den sechs bedeutendsten Rechtstraditionen des Islam gehört.